# 杉山重雄
杉山 重雄（すぎやま しげお、1949年7月9日 - ）は、長野県小諸市出身の元プロ野球選手（投手）

## 来歴・人物
野沢北高校では1967年夏の甲子園長野県予選で準々決勝に進出するが、辰野高に敗退。この大会では屋代高との対戦で、完全試合を記録した。駒澤大学へ進学。東都大学野球リーグでは1968年春季リーグで優勝を経験するが、自身の活躍の場はなかった。1年生からベンチ入りし、4年時の1971年にはエースとして春秋季リーグとも7勝をあげた。秋季リーグでは日大に優勝を譲るが最優秀投手、ベストナインに選出される。リーグ通算31試合登板、15勝5敗。同じ年齢の左腕投手である亜大の山本和行とは格好のライバルであり、リーグ戦で何度も投げ合っている。大学同期には二塁手の吉田和幸らがいた。
1971年ドラフト会議でヤクルトアトムズから1位指名を受け入団。
1972年には22試合に登板。9月23日には広島との対戦で西井哲夫をリリーフし3回から登板、その後を無失点で抑え初勝利をあげる。同年のジュニアオールスターにも選出された。
1974年オフに松井優典とのトレードで南海ホークスへ移籍。
1975年限りで引退した。
ヤクルト入団時は、コントロールをつけることが課題だった。最初から巨人にはいきたくなかったという。当時の弱小・ヤクルトを自分の力で上位に導きたいという反骨精神を持ってのプロ入りだった。左のオーバースローからスライダー、カーブ、シュート、胸元を突くストレートを武器とした。

## 詳細情報

### 年度別投手成績
| 年 度    | 球 団    | 登 板 | 先 発 | 完 投 | 完 封 | 無 四 球 | 勝 利 | 敗 戦 | セ 丨 ブ | ホ 丨 ル ド | 勝 率 | 打 者 | 投 球 回 | 被 安 打 | 被 本 塁 打 | 与 四 球 | 敬 遠 | 与 死 球 | 奪 三 振 | 暴 投 | ボ 丨 ク | 失 点 | 自 責 点 | 防 御 率 | W H I P |
| -------- | -------- | ----- | ----- | ----- | ----- | -------- | ----- | ----- | -------- | ----------- | ----- | ----- | -------- | -------- | ----------- | -------- | ----- | -------- | -------- | ----- | -------- | ----- | -------- | -------- | ------- |
| 1972     | ヤクルト | 22    | 4     | 0     | 0     | 0        | 1     | 2     | --       | --          | .333  | 144   | 28.1     | 41       | 4           | 17       | 3     | 0        | 22       | 0     | 1        | 25    | 23       | 7.39     | 2.05    |
| 1973     | ヤクルト | 3     | 0     | 0     | 0     | 0        | 0     | 0     | --       | --          | ----  | 15    | 2.2      | 5        | 1           | 1        | 0     | 0        | 4        | 0     | 0        | 3     | 1        | 3.00     | 2.25    |
| 1974     | ヤクルト | 1     | 0     | 0     | 0     | 0        | 0     | 0     | 0        | --          | ----  | 1     | 0.0      | 0        | 0           | 1        | 0     | 0        | 0        | 0     | 0        | 1     | 0        | ----     | ----    |
| 通算:3年 | 通算:3年 | 26    | 4     | 0     | 0     | 0        | 1     | 2     | 0        | --          | .333  | 160   | 31.0     | 46       | 5           | 19       | 3     | 0        | 26       | 0     | 1        | 29    | 24       | 6.97     | 2.10    |

### 背番号
- 12 （1972年 - 1974年）
- 24 （1975年）

### 記録
- 初出場・初先発出場：1972年4月17日、対大洋ホエールズ2回戦（明治神宮野球場）、6番・中堅手（偵察要員、山田勝国に交代）
- 初先発登板：1972年6月28日、対阪神タイガース11回戦（阪神甲子園球場）、1回1失点で勝敗つかず
- 初勝利：1972年9月23日、対広島東洋カープ20回戦（広島市民球場）。3回裏から2番手で救援登板、7回3安打無失点